# Michael Sandstød
Michael Sandstød   (Copenhaguen, 23 de juny de 1968) és un ciclista danès, ja retirat, que fou professional entre 1993 i 2004.
Va obtenir molts bons resultats en pista, destacant una segona posició en la prova de puntuació dels Mundials de 1996 i la medalla de bronze de persecució per equips als Jocs Olímpics d'Estiu de Barcelona, el 1992. També disputà, sense sort, els Jocs de 1996.
Sis vegades campió de Dinamarca de contrarellotge, el 2000 va fer el doblet en guanyar la prova en línia i la cronometrada a dits campionats. Altres triomfs destacats foren els Quatre dies de Dunkerque de 1999.

## Palmarès en ruta
- 1996
  - 1r a la Fyen Rundt
  - Vencedor d'una etapa de la Volta a Dinamarca
- 1997
  -  Campió de Dinamarca en CRI
- 1998
  -  Campió de Dinamarca en CRI
- 1999
  -  Campió de Dinamarca en CRI
  - 1r dels Quatre dies de Dunkerque i vencedor d'una etapa
  - 1r al Gran Premi Herning
- 2000
  -  Campió de Dinamarca en ruta
  -  Campió de Dinamarca en CRI
  - 1r al Gran Premi Herning
  - 1r al Tour de l'Oise i vencedor de 2 etapes
- 2001
  - 1r al Gran Premi Samsung Mobile
- 2002
  -  Campió de Dinamarca en CRI
  - 1r del Tour de Picardia i vencedor d'una etapa
- 2004
  -  Campió de Dinamarca en CRI

### Resultats al Tour de França
- 2000. abandona (14a etapa)
- 2002. abandona (11a etapa)

## Palmarès en pista
- 1992
  -  Medalla de bronze en la prova de persecució per equips als Jocs Olímpics de 1992
- 1995
  -  Campió de Dinamarca en Persecució per equips
- 1996
  -  Medalla de plata en el Campionat del món de puntuació
  -  Campió de Dinamarca en Persecució
  -  Campió de Dinamarca en Persecució per equips
  -  Campió de Dinamarca en Puntuació
- 1997
  -  Campió de Dinamarca en Persecució
  -  Campió de Dinamarca en Persecució per equips
  -  Campió de Dinamarca en Puntuació
  -  Campió de Dinamarca en Madison
- 1998
  -  Campió de Dinamarca en Persecució
- 1999
  -  Campió de Dinamarca en Persecució
  -  Campió de Dinamarca en Persecució per equips
  -  Campió de Dinamarca en Puntuació
  -  Campió de Dinamarca en Madison

### Resultats a laCopa del Món
- 1997
  - 1r a Atenes, en Puntuació
- 1998
  - 1r a Berlín i Hyères, en Puntuació